# Нака-Сібецу

43°33′19″ пн. ш. 144°58′17″ сх. д. / 43.55528° пн. ш. 144.97139° сх. д.
На́ка-Сібе́цу (яп. 中標津町, なかしべつちょう, МФА: [naka ɕibet͡su̥ t͡ɕoː]) — містечко в Японії, в повіті Сібецу округу Немуро префектури Хоккайдо. Станом на 1 жовтня 2008 року площа містечка становила 684,98 км². Станом на 31 березня 2017 населення містечка становило 23 725 осіб.